# Matryca CMOS

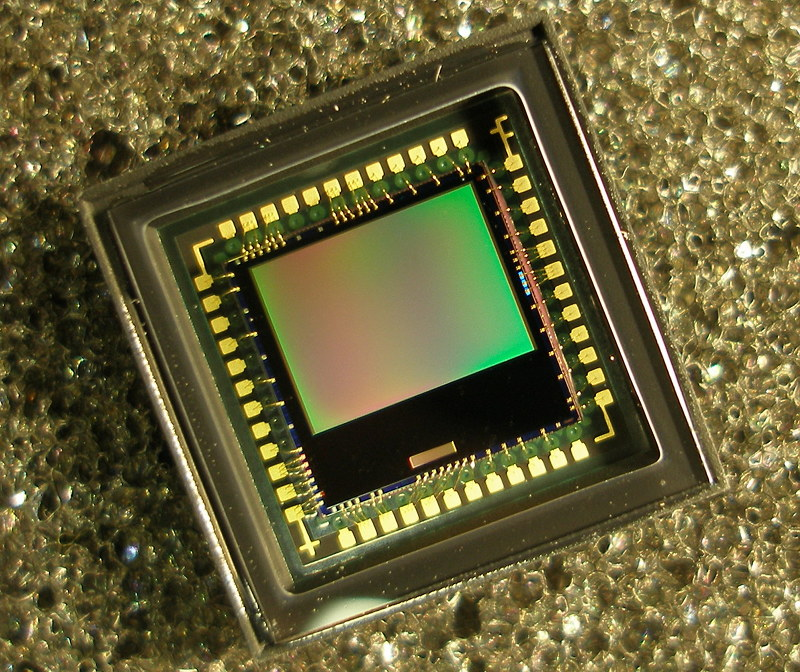
Matryca CMOS

Matryca CMOS (od ang. complementary metal–oxide–semiconductor) – układ wielu elementów światłoczułych wykonany w technologii CMOS.

## Zastosowanie
Matryce CMOS występują w wielu urządzeniach takich jak kamery internetowe, kompaktowe aparaty cyfrowe, lustrzanki cyfrowe (ang. DSLR, Digital Single Lens Reflex Camera), elementy kontrolne w automatyzacji produkcji, cyfrowe aparaty rentgenowskie i w wielu innych miejscach. Matryce CMOS możemy spotkać w aparatach różnych klas od najprostszych do najbardziej zaawansowanych. Znajdują one zastosowanie we wszystkich modelach lustrzanek cyfrowych firmy Canon (seria EOS). Wyjątek stanowi model EOS 1D z 2001 roku, w którym zastosowano matrycę CCD. Od 2006 roku matryce tego typu wykorzystywane są w aparatach DSLR także przez firmę Nikon, a od 2008 roku przez firmę Pentax (model K20D).
Matryce nazywane LiveMOS nie są wariantami matryc CMOS, a przykładami konkurencyjnej technologii NMOS (N-type metal-oxide-semiconductor). Producentem takich matryc jest firma Matsushita Electric Industrial (znana jako Panasonic). Matryce te używane są w bezlusterkowcach firm Panasonic, Olympus oraz Leica. 

## Budowa
Matryca składa się z milionów elementów o następującej budowie:
- elementu światłoczułego, działającego na zasadzie fotodiody
- wzmacniacza sygnału cyfrowo analogowego
- przetwornika analogowo-cyfrowego
- mikrosoczewki, której zadaniem jest skupienie światła na elemencie światłoczułym
- filtru barwnego odpowiadającego za fakt, że piksel jest czuły tylko na pewne spektrum światła. Najczęściej stosowana siatka filtrów Bayera.

## Zalety i wady
Zalety:
- małe zakłócenia w przesyłaniu danych, w związku z małą odległością fotodioda-przetwornik A/C
- niski koszt produkcji, wynika to z tego że matryce można produkować na maszynach wykonujących inne elementy w technologii CMOS
- niski pobór mocy (cecha wszystkich układów w technologii CMOS)
- szybki odczyt (bez potrzeby zaciemnienia matrycy, jak ma to miejsce w CCD)
- łatwe resetowanie (elektroniczna migawka)
- możliwość odczytu wybranych pikseli (wykorzystywane przy ustawianiu ostrości)

Wady:
- mniejsza światłoczułość w porównaniu z CCD. Część matrycy nie jest światłoczuła (tam, gdzie są przetworniki); fotodiody wykonane w technologii CMOS też wykazują mniejszą światłoczułość.
- większy prąd ciemny (zakłócenia własne pojawiające się szczególnie przy długich czasach naświetlania)
- niejednorodność: ponieważ każdy piksel ma własny wzmacniacz, trudno jest utrzymać reżim jakościowy każdego wzmacniacza, co powoduje, że każdy piksel wskazuje trochę inne parametry przy tym samym oświetleniu. Powoduje to utrudnienia w procesie ujednolicania odczytu.
- niższa dynamika